# Selenis Leyva
Selenis Leyva (The Bronx - New York, 26 mei 1972) is een Amerikaanse actrice.

## Persoonlijk leven
Leyva is getrouwd en heeft uit dit huwelijk een dochter. Zij is een supporter van de LGBT-gemeenschap en onthulde in 2015 dat haar zus transgender is. 

## Filmografie

### Films
Uitgezonderd korte films.
- 2023 Creed III - als Laura Chavez
- 2017 Spider-Man: Homecoming - als ms. Warren
- 2017 Chapter & Verse - als Yolanda
- 2017 I Can I Will I Did - als Maria
- 2016 Custody - als Jackie
- 2015 Living with the Dead - als dr. Quenda
- 2013 Epic - als stem
- 2012 Ice Age: Continental Drift – als toegevoegde stemmen
- 2010 Sex and the City 2 – als lerares
- 2009 Ice Age: Dawn of the Dinosaurs – als stemmen
- 2009 Don't Let Me Down – als Sonia
- 2007 Illegal Tender – als Wanda
- 2007 Ben's Plan – als Maria
- 2004 Maria Full of Grace – als inspecteur
- 2002 Apartment #5C – als Luisa
- 2000 Debutante – als Daisy Dominguez

### Televisieseries
Uitgezonderd eenmalige gastrollen.
- 2020 - 2021 Diary of a Future President - als Gabi Cañero-Reed - 11 afl.
- 2018 - 2021 DuckTales - als officier Cabrera (stem) - 4 afl.
- 2020 Saved by the Bell - als Ana Jiménez - 2 afl.
- 2013 - 2019 Orange Is the New Black - als Gloria Mendoza - 88 afl.
- 2018 Maniac - als Patricia Lugo - 3 afl.
- 2018 Dietland - als Belle - 2 afl.
- 2015 Get Some! - als Jackie - 2 afl.
- 2011 – 2012 Blue Bloods – als M.E. Craig = 4 afl.
- 1999 – 2010 Law & Order – als rechercheur Rivera – 22 afl.
- 2001 100 Centre Street – als Delfina Romero - 2 afl.
- 2001 Taina – als Tut Rose – 6 afl.